# سيسيل كوري
سيسيل كوري (4 أبريل 1861 في المملكة المتحدة - 2 يناير 1937 في المملكة المتحدة) (بالإنجليزية: Cecil Currie)‏ هو لاعب كريكت بريطاني وبريطاني (وحمل سابقاً جنسية المملكة المتحدة لبريطانيا العظمى وأيرلندا). لعب مع نادي مقاطعة هامبشاير للكريكت ‏ ونادي جامعة كامبريدج للكريكيت ‏.

## وصلات خارجية
- سيسيل كوري على موقع إي آس بي آن كريك إنفو (الإنجليزية)